# Asteroide cruzador de Vênus

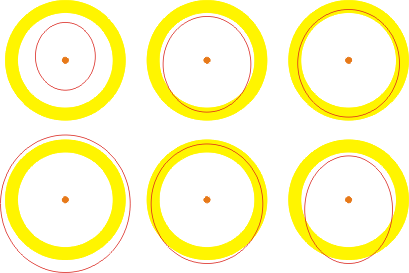
Diagrama exibindo diferentes órbitas de asteroides. A faixa amarela representa a órbita de Vênus; a linha vermelha representa a órbita do asteroide, como se segue:
• Interna: esquerda, acima
• Interior: centro, acima
• Coorbital (Asteroide troiano): direita, acima
• Externa: esquerda, abaixo
• Exterior: centro, abaixo
• Cruzadora: direita, abaixo.

Um Asteroide cruzador de Vênus é um corpo menor que atravessa a órbita do planeta Vênus.

## Quasi-satélite
Vênus também tem um quasi-satélite, 2002 VE68. Este Corpo celeste também é um asteroide cruzador de Mercúrio; parece ter sido um "companheiro" de Vênus durante os últimos 7 000 anos, e está destinado a continuar nessa condição orbital daqui até cerca de 500 anos.

## Lista
- Os asteroides cruzadores de Vênus conhecidos numerados estão listadas abaixo (marcados com †) (asteroides cruzadores de Mercúrio são marcados com ‡). Esta lista está incompleta.

- 1566 Icarus ‡
- 1862 Apollo
- 1864 Daedalus
- 1865 Cerberus
- 1981 Midas
- 2063 Bacchus
- 2100 Ra-Shalom
- 2101 Adonis ‡
- 2201 Oljato
- 2212 Hephaistos ‡
- 2340 Hathor ‡
- 3200 Phaethon ‡
- 3360 Syrinx
- 3362 Khufu
- 3554 Amun
- 3753 Cruithne
- 3838 Epona ‡
- 4034 Vishnu
- 4183 Cuno †
- (4197) 1982 TA
- 4341 Poseidon
- 4450 Pan
- 4581 Asclepius
- 4769 Castalia
- (4953) 1990 MU
- (5131) 1990 BG
- 5143 Heracles ‡
- 5381 Sekhmet
- (5590) 1990 VA
- (5604) 1992 FE
- (5660) 1974 MA ‡
- (5693) 1993 EA
- 5786 Talos ‡
- (5828) 1991 AM
- (6037) 1988 EG
- 6063 Jason
- 6239 Minos
- (8035) 1992 TB †
- (8176) 1991 WA
- (8507) 1991 CB1
- 9162 Kwiila
- (9202) 1993 PB
- (10145) 1994 CK1
- (10165) 1995 BL2
- 11500 Tomaiyowit
- (16816) 1997 UF9
- (16960) 1998 QS52 ‡
- (17182) 1999 VU
- (22753) 1998 WT
- (24443) 2000 OG ‡
- (26379) 1999 HZ1
- (30997) 1995 UO5
- (31662) 1999 HP11 †
- (33342) 1998 WT24 ‡
- (36284) 2000 DM8
- 37655 Illapa ‡
- 38086 Beowulf
- (40267) 1999 GJ4 ‡
- (41429) 2000 GE2
- (52750) 1998 KK17
- (55532) 2001 WG2
- (65679) 1989 UQ
- (65733) 1994 PC
- (65909) 1998 FH12
- (66063) 1998 RO1 ‡
- (66146) 1998 TU3 ‡
- (66253) 1999 GT3 ‡
- (66391) 1999 KW4 ‡
- (66400) 1999 LT7 ‡
- (67381) 2000 OL8
- (68347) 2001 KB67
- (68348) 2001 LO7 ‡
- (68950) 2002 QF15
- 69230 Hermes
- (85182) 1991 AQ
- (85713) 1998 SS49
- (85770) 1998 UP1
- (85953) 1999 FK21 ‡
- (85989) 1999 JD6 ‡
- (85990) 1999 JV6
- (86450) 2000 CK33
- (86667) 2000 FO10 ‡
- (86829) 2000 GR146
- (86878) 2000 HD24
- (87025) 2000 JT66
- (87309) 2000 QP ‡
- (87684) 2000 SY2 ‡
- (88213) 2001 AF2 ‡
- (88254) 2001 FM129 ‡
- (89958) 2002 LY45 ‡
- (90367) 2003 LC5
- (322756) 2001 CK32 ‡
- (374158) 2004 UL ‡
- (386454) 2008 XM ‡
- 2002 VE68 ‡
- 2005 HC4 ‡
- 2006 HY51 ‡
- 2008 FF5 ‡
- 2012 XE133 ‡
- 2013 ND15 ‡ (primeiro asteroide troiano de Vênus conhecido)